# Tyrrell 019
La Tyrrell 019 è una vettura di Formula 1, la ventesima della Tyrrell, impiegata nel corso del campionato di Formula 1 1990. Progettata da Harvey Postlethwaite e Jean-Claude Migeot, era guidata dai piloti Jean Alesi e Satoru Nakajima.
Monoposto efficace e semplice da assettare, permise alla Tyrrell di conquistare il quinto posto nel mondiale costruttori e ad Alesi di raggiungere il secondo posto al Gran Premio di Monaco. Già dalla metà dell'estate il suo sviluppo venne però interrotto dalla squadra per concentrarsi sulla stagione successiva, per cui si prevedeva il rilancio completo del team.

## Contesto
Il cambiamento regolamentare che aveva interessato la Formula 1 nel 1989, con la messa al bando del motore turbo, aveva portato benefici alla Tyrrell che poteva disporre dei fondi per acquistare solamente un propulsore aspirato. Già a partire dal 1989, la squadra inglese si era inoltre assicurata il contributo di tecnici di rilievo come Harvey Postlethwaite e Jean-Claude Migeot, in uscita dalla Ferrari dopo che la direzione tecnica era passata nelle mani di John Barnard, oltre al pilota Michele Alboreto che avrebbe poi abbandonato il team inglese a metà stagione per questioni di sponsor, sostituito da Jean Alesi. Ad essi si aggiunse, nei primi mesi del 1990, anche Joan Villadelprat, in uscita da Maranello, per ricoprire il ruolo di direttore tecnico. Venne inoltre ampliato l'organico del reparto corse con l'assunzione di trenta nuove unità, portandolo a 90 dipendenti.
Al fine di garantirsi una certa stabilità economica, Ken Tyrrell firmò un contratto di partenariato con la McLaren, che si impegnava a mettere in contatto la squadra inglese con alcuni suoi sponsor e garantiva alla Tyrrell la possibilità di usufruire, a partire dal 1991, del motore Honda aggiornato, di cui il team di Ron Dennis aveva l'esclusiva.

## La vettura
La 019 venne progettata da Harvey Postlethwaite e da Jean-Claude Migeot, che si occupò della parte aerodinamica. Il progetto era l'evoluzione della precedente 018, ma presentava comunque profili innovativi per l'epoca, in particolare presentava un alettone totalmente nuovo, con un muso di tipo rialzato, il primo della storia nella Formula 1. Questa tipologia venne poi adottata da tutte le altre scuderie e, nel 1994, la Benetton fu la prima scuderia a vincere un mondiale con una vettura a muso rialzato. L'idea era nata già anni prima da Migeot, che aveva redatto un progetto già nel 1986, quando lavorava per la Ferrari.

### Motore

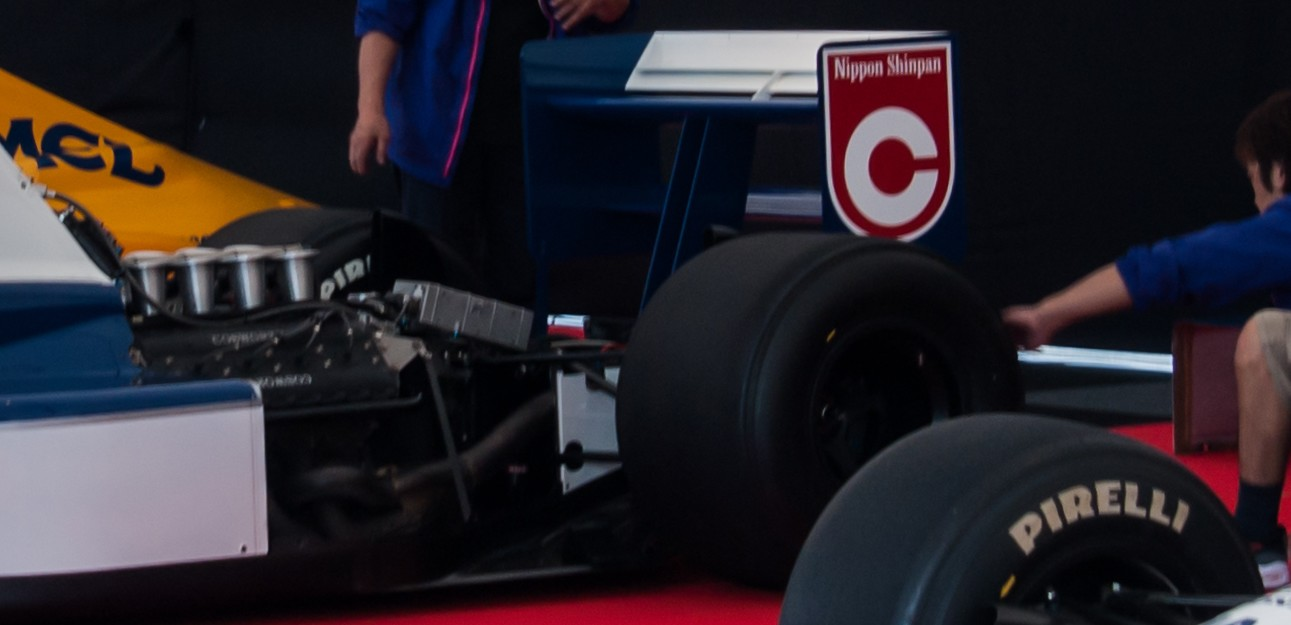
Il motore Cosworth DFZ preparato dalla Hart per la 019

In tema di motorizzazioni, il Cosworth che equipaggiava la 019 non era uguale a tutti gli altri (era piuttosto usato in F1 in quel momento lo storico V8 portato a 3500 cm³), ma era preparato da Brian Hart Ltd. col risultato che poteva raggiungere un regime di giri un po' più alto degli altri Cosworth.

### Gomme
Nel 1990 inoltre la scuderia inglese cambiò pneumatici, passando dalle Goodyear ai Pirelli. L'accordo venne formalizzato con un ristretto anticipo rispetto alla prima corsa stagionale. Nonostante il rischio di non ottenere risultati immediati, la vettura si adattò subito ai nuovi pneumatici e, anzi, questi portarono alcuni vantaggi, in quanto la Tyrrell divenne la squadra maggiormente seguita dal fornitore italiano, a scapito della Minardi. Le mescole fornite erano particolarmente efficaci nella fase di qualifica, in quanto permettevano di rimanere in pista per più giri rispetto agli avversari. Ciò era possibile tramite la raspatura, cioè l'eliminazione di uno strato di battistrada "bruciato" per trovarne ancora una parte buona. L'azienda italiana, inoltre, poteva fornire gomme di sezione frontale personalizzata: la casa milanese era in grado di fornire, ad esempio, su alcune piste, gomme convenientemente più strette a favore dell'aerodinamica o del minor ingombro laterale (utile nelle anguste piste cittadine).

### Sospensioni
All'anteriore la vettura aveva un monoammortizzatore e un correttore d'altezza che permetteva la variazione di pochi millimetri.

## La stagione
La vettura debuttò al Gran Premio di San Marino andando subito a punti con Alesi. Nella gara successiva a Monaco, sempre Alesi, riuscì a portare la 019 al secondo posto ottenendo quello che sarebbe poi stato il miglior risultato stagionale, eguagliando il secondo posto di Phoenix ottenuto con la macchina vecchia 018, dopo un duello con Senna. Anche Nakajima ottenne qualche punto, ma senza mai andare oltre la sesta piazza.
Nonostante il buon inizio, la 019 ebbe molti problemi di affidabilità che colpirono in particolar modo Alesi, spesso costretto al ritiro, e la scuderia britannica concluse al quinto posto in classifica costruttori.

### Risultati completi
| Anno | Vettura | Motore       | Gomme | Piloti   |  |  |     |     |     |     |     |     |     |     |     |     |    |     |    |     |  |  |  |  |  |  |  |  | Punti | Pos. |
| ---- | ------- | ------------ | ----- | -------- |  |  | --- | --- | --- | --- | --- | --- | --- | --- | --- | --- | -- | --- | -- | --- |  |  |  |  |  |  |  |  | ----- | ---- |
| 1990 | 019     | Cosworth DFR | P     | Nakajima |  |  | Rit | Rit | 11  | Rit | Rit | Rit | Rit | Rit | Rit | 6   | NP | Rit | 6  | Rit |  |  |  |  |  |  |  |  | 16    | 5º   |
| 1990 | 019     | Cosworth DFR | P     | Alesi    |  |  | 6   | 2   | Rit | 7   | Rit | 8   | 11  | Rit | 8   | Rit | 8  | Rit | NP | 8   |  |  |  |  |  |  |  |  | 16    | 5º   |